# Trường đại học Hoa Kỳ ở Dubai
Trường đại học Hoa Kỳ ở Dubai (AUD) (tiếng Ả Rập: الجامعة الأمريكية في دبي) là một trường tư nhân ở Dubai, Các Tiểu vương quốc Ả Rập Thống nhất, được thành lập vào năm 1995. AUD được Hiệp hội các trường đại học và cao đẳng phía Nam công nhận là một đơn vị riêng biệt. AUD phục vụ công dân UAE và sinh viên quốc tế từ khắp nơi trên thế giới và cung cấp cho họ một nền giáo dục kiểu Mỹ.
Trường có cả chứng nhận của Hoa Kỳ và UAE cho tất cả các chương trình của mình. AUD là trường đại học duy nhất ngoài Hoa Kỳ và Châu Mỹ Latinh được Hiệp hội các trường đại học và cao đẳng phía Nam công nhận trực tiếp, mặc dù đây không phải là trường đại học duy nhất được Hoa Kỳ công nhận ở khu vực Vịnh Ba Tư về giáo dục đại học (những trường khác được công nhận bởi Hiệp hội các trường đại học và cao đẳng miền Trung). Đại học Hoa Kỳ ở Dubai không liên kết với Đại học Hoa Kỳ ở Washington, D.C. hoặc Đại học Hoa Kỳ ở Beirut.
Tuyển sinh khóa 2012-2013 là khoảng 3.000 và hơn 100 quốc tịch trong hội sinh viên. AUD có đội ngũ giảng viên đa dạng hơn 180 người. Chương trình giảng dạy của AUD là định hướng kỹ năng và định hướng nghề nghiệp. Tuyển sinh khóa 2016-2017 là khoảng 5.000 sinh viên và hơn 120 quốc tịch trong hội sinh viên.

## Khuôn viên
Đại học Hoa Kỳ ở Dubai nằm cạnh Dubai Media City, Dubai Internet City và Quần đảo Cây Cọ.
Cơ sở đa phức hợp của AUD nằm trên diện tích khoảng 120.000 m2 và bao gồm ba tòa nhà, Trung tâm Sinh viên, tòa nhà hành chính, ký túc xá, khu vực quán ăn và một cơ sở thể thao ngoài trời.

## Giảng dạy
Trường được tổ chức thành các ngành:
- Ngành kiến trúc, nghệ thuật và thiết kế
  - Khoa kiến trúc
  - Khoa thiết kế nội thất
  - Khoa truyền thông
- Ngành nghệ thuật và khoa học
  - Khoa nghiên cứu Trung Đông
- Ngành quản trị kinh doanh
  - Khoa kinh doanh và kinh tế
  - Khoa tài chính kế toán
  - Khoa quản lý
  - Khoa truyền thông và tiếp thị
- Ngành rruyền thông Mohammed bin Rashid
- Ngành giáo dục
- Ngành kỹ thuật
  - Khoa xây dựng
  - Khoa máy tính và kỹ thuật điện
  - Khoa kỹ thuật cơ khí

Phục vụ Cộng đồng với tư cách là nguồn chuyên môn từ các thành viên của khoa AUD, các trung tâm khác nhau của AUD, cung cấp các dịch vụ từ đào tạo và tư vấn đến các dự án nghiên cứu trong các lĩnh vực tương ứng.

### Công nhận
Đại học Hoa Kỳ ở Dubai (AUD) được Hiệp hội các trường đại học và cao đẳng phía Nam (SACSCOC), một trong bảy cơ quan công nhận cấp khu vực của Mỹ công nhận cấp bằng cử nhân và thạc sĩ. Đại học Hoa Kỳ tại Dubai được Bộ Giáo dục Đại học và Nghiên cứu Khoa học của Các Tiểu vương quốc Ả Rập Thống nhất cấp phép. Bộ đã công nhận tất cả các chương trình đào tạo đại học.
AUD được chấp thuận để hoạt động bởi Ủy ban giáo dục sau trung học của tiểu bang Georgia (NPEC). Chuyên ngành đại học của AUD về Truyền thông và Quảng cáo Tiếp thị đã được Hiệp hội Quảng cáo Quốc tế (IAA) công nhận tại New York.
Đại học Hoa Kỳ ở Dubai đã nhận được sự công nhận chuyên môn cho các chương trình kinh doanh của mình thông qua Hội nghị quốc tế về giáo dục kinh doanh đại học (IACBE), đặt tại Oledit, Kansas. Các chương trình kinh doanh ở các mức độ sau đây được công nhận bởi IACBE: Cử nhân Quản trị Kinh doanh (B.B.A.), với các chuyên ngành Kế toán, Kinh tế, Tài chính, Quản lý, Tiếp thị và Truyền thông Tiếp thị; và Thạc sĩ Quản trị Kinh doanh (M.B.A.), với sự tập trung vào Tài chính và Tiếp thị.
Khoa Truyền thông Mohammed Bin Rashid được công nhận bởi Hội đồng Kiểm định Giáo dục về Báo chí và Truyền thông đại chúng (ACEJMC).

## Sáng lập và lịch sử
Sau Chiến tranh vùng Vịnh năm 1991, một nhóm do Elias Bou Saab dẫn đầu từ Đại học Hoa Kỳ đã đến thăm Vịnh Ba Tư để thiết lập mối quan hệ với nhiều bộ giáo dục đại học cũng như các trường học khu vực.
Việc thiếu giáo dục tư thục chất lượng ở cấp đại học, cùng với sự đánh giá cao mô hình giáo dục đại học của Mỹ, khiến họ tiến hành một nghiên cứu về triển vọng thành lập một trường đại học Mỹ ở Vịnh Ba Tư. Các kết quả đã xác nhận mức độ quan tâm và mong muốn cao đối với một trường cung cấp một chương trình giáo dục được công nhận bởi người Mỹ.
Và Các tiểu vương quốc Ả Rập thống nhất sẽ là một nơi lý tưởng để định vị một tổ chức như vậy. Dubai được coi là một công quốc ổn định về chính trị, quốc tế và hướng ngoại.
Elias Bou Saab chuyển đến Dubai vào năm 1995 để chính thức thành lập Đại học Hoa Kỳ tại Dubai, điều này sẽ không thể thực hiện được nếu không có sự cam kết và hỗ trợ từ ban đầu của Sheikh Mohammed Bin Rashid Al Maktoum, Thủ tướng UAE, tiểu vương Dubai. Cho đến ngày nay, Hoàng thân vẫn tiếp tục hỗ trợ không giới hạn cho giáo dục đại học nói chung và đại học nói riêng.
Đại học Hoa Kỳ ở Dubai đã mở cửa vào tháng 10 năm 1995 với tư cách là một chi nhánh của American College, có trụ sở tại Atlanta, Georgia.
Tuyển sinh ban đầu của AUD là 165 sinh viên, hơn một nửa là nữ. Vào thời điểm cựu Bộ trưởng Ngoại giao James Baker đưa ra Bài phát biểu đầu tiên vào năm 1998, tuyển sinh đã tăng lên mức 499; và chính phủ Dubai với sự tự tin, đã quyết định xây dựng một khuôn viên rộng 130.000 km vuông để sử dụng cho trường đại học. AUD đã dời cơ sở ban đầu của mình để đến một khuôn viên mới, rộng rãi, được trang bị đầy đủ này vào tháng 1 năm 2000. Số lượng đăng ký vào thời điểm đó là 687 người.
Năm 2000 cũng rất quan trọng bởi vì vào năm đó, trường đại học được Bộ Giáo dục Đại học và Nghiên cứu Khoa học (MOHE) chính thức cấp phép. Lĩnh vực giáo dục đại học tư nhân đã tăng trưởng đáng kể kể từ khi thành lập AUD và Bộ thấy phù hợp để thiết lập một giấy phép chính thức và (sau đó) là quy trình công nhận. Đó là vào năm 2000, bộ phận giảng dạy lớn nhất của AUD - Quản trị kinh doanh - được tổ chức chỉ định là một khoa. Năm 2001, một bản ghi nhớ đã được ký giữa Đại học Hoa Kỳ ở Dubai (AUD) và Viện Công nghệ Georgia của Atlanta, Georgia để thành lập Khoa Kỹ thuật. Đại diện của Georgia Tech, bao gồm sáu giảng viên cao cấp và cán bộ hành chính, đã đến thăm AUD để hoàn thiện việc điều chỉnh chương trình giảng dạy theo yêu cầu của UAE.
Vào tháng 12 năm 2007 và lần thứ ba kể từ khi khai trương vào năm 1995, Đại học Hoa Kỳ ở Dubai đã nhận được sự công nhận từ Hiệp hội các trường đại học và cao đẳng phía Nam (SACSCOC), một trong bảy ủy ban kiểm định khu vực của Mỹ.
Đại học Hoa Kỳ ở Dubai cũng duy trì chương trình trao đổi với Viện Công nghệ Georgia ở Atlanta, Georgia. Sinh viên của cả hai tổ chức có thể tham gia các khóa học và chương trình trao đổi.